# Linda Indergand
Linda Indergand (Altdorf, 13 luglio 1993) è una mountain biker e ciclista su strada svizzera.
Nel 2021 ha vinto la medaglia di bronzo nel cross country ai Giochi olimpici di Tokyo, terminando la gara dietro alle connazionali Jolanda Neff e Sina Frei. È stata inoltre due volte campionessa del mondo di cross country eliminator, nel 2015 e 2016.

## Palmarès

### Mountain biking
- 2010

Campionati europei, Cross country Junior
- 2011

Campionati del mondo, Cross country Junior
- 2014

6ª prova Coppa del mondo, Cross country eliminator (Méribel)
- 2015

Campionati svizzeri, Cross country Under-23
Campionati svizzeri, Cross country eliminator
Campionati del mondo, Cross country eliminator
- 2016

Campionati del mondo, Cross country eliminator
- 2017

Trofeo Delcar, 3ª prova Internazionali d'Italia Series, Cross country (Montichiari)
Ötztaler Mountainbike Festival, Cross country (Haiming)
Campionati europei, Staffetta mista (con Filippo Colombo, Joel Roth, Alessandra Keller e Andri Frischknecht)
- 2018

Garda Lake Race, Cross country (Manerba del Garda)
- 2021

Swiss Bike Cup, Cross country short track (Lugano)
Swiss Bike Cup, Cross country (Schaan)
- 2022

Swiss Bike Cup, Cross country (Rickenbach)
MTB-Bundesliga, Cross country (Obergessertshausen)
- 2023

Campionati mondiali, Staffetta a squadre (con Dario Lillo, Nicolas Halter, Ronja Blöchlinger, Anina Hutter e Nino Schurter)
Gstaad, Cross country
- 2024

Campionati svizzeri, Cross country

### Strada
- 2014

Campionati svizzeri, Prova a cronometro Elite

## Piazzamenti

### Competizioni mondiali
- Campionati del mondo di mountain bike

Champéry 2011 - Cross country Junior: vincitrice
Saalfelden 2012 - Cross country Under-23: 11ª
Saalfelden 2012 - Cross country eliminator: 10ª
Pietermaritzburg 2013 - Cross country Under-23: 7ª
Pietermaritzburg 2013 - Cross country eliminator: 3ª
Lillehammer-Hafjell 2014 - Cross c. Under-23: 3ª
Lillehammer-Hafjell 2014 - Cross c. eliminator: 2ª
Vallnord 2015 - Cross country eliminator: vincitrice
Vallnord 2015 - Cross country Under-23: 6ª
Nové Město na M. 2016 - Cross c. eliminator: vincitrice
Nové Město na M. 2016 - Cross country Elite: 10ª
Cairns 2017 - Cross country Elite: 40ª
Lenzerheide 2018 - Cross country Elite: 13ª
Mont-Sainte-Anne 2019 - Cross country Elite: 10ª
Leogang 2020 - Cross country Elite: 15ª
Val di Sole 2021 - Cross country short track: 4ª
Val di Sole 2021 - Cross country Elite: 12ª
Les Gets 2022 - Cross country short track: 11ª
Les Gets 2022 - Cross country Elite: 17ª
Glasgow 2023 - Cross country Elite: 19ª
Glasgow 2023 - Staffetta a squadre: vincitrice
- Campionati del mondo su strada

Ponferrada 2014 - In linea Elite: ritirata
Bergen 2017 - In linea Elite: ritirata
- Giochi olimpici

Rio de Janeiro 2016 - Cross country: 8ª
Tokyo 2020 - Cross country: 3ª

### Competizioni europee
- Campionati europei di mountain bike

Haifa 2010 - Cross country Junior: vincitrice
Dohňany 2011 - Cross country Junior: 2ª
Berna 2013 - Cross country Under-23: 9ª
St. Wendel 2014 - Cross country Under-23: 5ª
St. Wendel 2014 - Cross country eliminator: 2ª
Darfo Boario Terme 2017 - St. a squadre: vincitrice
Darfo Boario Terme 2017 - Cross country Elite: 2ª
Glasgow 2018 - Cross country Elite: 10ª
Brno 2019 - Cross country Elite: ritirata
Monte Tamaro 2020 - Cross country eliminator: 2ª
Monte Tamaro 2020 - Cross country Elite: 15ª
Novi Sad 2021 - Cross country Elite: 5ª
Monaco di Baviera 2022 - Cross country Elite: 9ª
- Campionati europei su strada

Nyon 2014 - Cronometro Under-23: 5ª
Nyon 2014 - In linea Under-23: 6ª
- Giochi europei

Baku 2015 - Cross country: 5ª